# Мандару
Мандару (на акадски: 𒎙𒁕𒊒 или Man-da-ru) е шести цар на Асирия, от династията на „17 царе, които живели в палатки“. Той наследява трона от Хархару. Управлява в периода 2348 – 2335 пр.н.е.